# 지멘스 사건
지멘스 사건(일본어: シーメンス事件 시멘스지켄[*])은 독일의 제조기업인 지멘스가 일본 제국 해군의 고위 관료에게 뇌물을 준 사건이다. 영국의 제조기업인 비커스가 발주한 순양전함 곤고도 뇌물 수수 의혹이 불거져 당시 정계를 뒤흔든 일대 사건으로 발전했다. 1914년 1월 발각되었고 3월에는 해군의 원로인 야마모토 곤노효에가 이끄는 제1차 야마모토 내각이 총사직에 내몰렸다.

## 배경
일본 해군은 메이지 시대 초기부터 영국, 독일 등으로부터 함선과 장비품을 구입하고 있었고 다른 나라들의 조선회사들도 일본 시장을 차지하기 위해 격렬한 경쟁을 벌였다. 해군의 고급 기술장교와 감독관 등은 여러 조선회사나 군수품 취급 기업과 교섭했지만 수수료를 둘러싼 문제는 항상 잠재해있었다.
메이지 시대 말기부터 다이쇼 시대 초기에 걸쳐서 번벌과 군벌에 대한 비판이 높아졌고 군의 경리 문제에 대중이 관심을 가지기 시작했다. 1913년 다이쇼 정변과 제1차 호헌 운동의 여파로 조슈번벌과 일본 제국 육군에 대한 공격의 화살이 집중되기도 했다.
그 다음 해 정월에 일어난 것이 지멘스 사건이었다. 그렇다보니 이 사건은 육군의 수장인 야마가타 아리토모와 독일 황제 빌헬름 2세의 이해 관계가 일치하여 일어난 음모라는 얘기가 있었고 지멘스 사건 당시 검사총장이던 히라누마 기이치로도 훗날 회고록을 통해 이 설을 인용했다. 육군이 조슈번의 텃밭이었던 것처럼 해군은 사쓰마번의 텃밭이었고 러일 전쟁 승리에 대한 해군의 큰 기여는 야마가타의 신경을 거슬리게 했다. 또한 야마모토가 총리가 된 뒤 군부대신 현역 무관제를 폐지하고 육군의 2개 사단 증설안을 거부했으며 추밀원의 정원을 삭감하는 등 행정 개혁을 추진하면서도 88함대 건설 계획을 구상하는 등 해군의 힘을 키우는 정책을 펼치자 야마가타가 더 이상 야마모토의 움직임을 묵과할 수 없다고 판단했다는 것이다. 독일 입장에서는 영일 동맹 때문에 일본 해군을 영국 왕립해군의 분신으로 간주했고 일본 해군의 확장이 아시아에서 독일 제국해군을 무력화할지도 모른다고 우려했다.

## 경과
지멘스 요코하마시 지점의 지배인의 조카딸이 해군함정본부 소속 장교의 아내였는데 이 관계를 이용해 지멘스는 정보를 사전에 입수하여 영국의 비커스와 암스트롱 휘트워스보다 유리하게 입찰했고 일본 해군의 통신·전기 장비 제품을 모두 납품할 수 있었다. 이후 당시 관행에 따라 해군 장교들에게 지멘스는 사례금을 지불했다. 이러한 사례금은 일본 해군이 영국인 명의로 가지고 있던 런던 은행의 비밀 계좌를 통해 이루어졌다.
그런데 지멘스가 일본 해군에게 지급한 사례금에 관한 비밀 서류를 지멘스의 사원이던 카를 리히터가 훔쳐서 지멘스 도쿄도지점장에게 협박 문서로서 보내는 일이 일어났다. 협박의 내용은 이 서류가 공개되는 것을 원치 않으면 돈을 달라는 것이었는데 당시 요구 금액이 2,500달러인지 25,000엔인지는 불확실하다. 어쨌든 도쿄지점장은 이 제안을 거절했고 리히터는 로이터 통신 도쿄 특파원이던 앤드루 풀리에게 서류를 판매한 뒤 독일로 돌아갔다. 지멘스의 중역들은 이 사실을 알고는 회사의 신용에 악영향을 미칠 것을 우려해 공개를 막았다. 일본의 해군대신 사이토 마코토는 "우리 해군 내부에 추악한 일과 관련된 무관이 있어서는 안 되며 비밀 서류의 공표는 오히려 바라는 바다"라며 조사에 나서려고 했지만 정국이 중요한 때라는 이유로 결국 잠시 관망하는 태도를 취하기로 했다. 이후 지멘스와 풀리 사이에 타협이 이루어져 1913년 11월 27일 지멘스가 비밀 서류를 5만 엔에 매입한 뒤 요코하마 영사관에서 소각해버리면서 사건은 일단락되었다.
그런데 독일 정보기관이 이 사실을 파악하여 시베리아 횡단 철도를 타고 귀국한 리히터를 체포하고 공갈 미수죄로 기소해버렸다. 뇌물죄가 인정되어 리히터는 징역형에 처해졌는데 독일 법원이 국제 관례를 무시하고 해당 사건에 관련된 일본 해군 장교의 실명을 공개했고 이것이 현지 언론에 보도되면서 사건이 새로운 국면에 접어들었다.
1914년 1월 21일 독일의 언론들은 일본 해군 함정본부 제4부장 후지이 데루고로 소장과 그 부원 사와자키 대좌에게 지멘스가 뇌물을 주었다고 보도했다. 23일 일본 중의원 예산위원회에서 입헌동지회 시마다 사부로 의원이 이 건을 강하게 추궁했다. 그런데 야마모토 내각이 오히려 해군 확장을 위한 재원으로 영업세·직물 소비세·통행세의 증세를 포함한 예산안을 제출하면서 국민들이 반발했고 일본 신문은 매일같이 해군의 부패를 보도했다. 오타 산지로나 가타기리 유지로 등 해군의 내부고발도 줄을 이었고 여론은 갈수록 비등해졌다. 2월 5일 헌정옹호회는 시국유지대회를 열어 사쓰마벌 근절과 해군 숙정을 결의했다. 6일에는 국기관에서 열린 유지대회에 15,000명이 참여했다.
1월 말부터 2월 초에 걸쳐 관계자들에 대한 조사와 가택 수사가 이루어졌다. 1월 30일 풀리가 리히터로부터 비밀 서류를 구입한 것이 드러나 구치되었다. 당시 풀리가 리히터에게 지불한 비용은 750엔이라는 얘기도 있고 25만 엔이라는 얘기도 있다. 풀리의 부인 앤은 귀가를 허락받았지만 다음날 조사를 받은 뒤 자살을 꾀했다가 실패했다. 2월 7일 후지이와 사와자키가 검거돼 해군군법회의에 넘겨졌다. 18일 구레 진수부 사령관 마쓰모토 가즈 중장이 가택 수사를 당한 뒤 3월 31일 수감됐다. 2월 10일 입헌동지회, 입헌국민당, 중정회는 중의원에서 내각 규탄 결의안을 제안했지만 164 대 205로 부결됐다. 같은 날 히비야 공원에서는 내각 탄핵 국민대회가 열렸는데 결의안이 부결되었다는 소식에 격분하여 국회의사당을 포위하고 내부에 진입하려고 시도하다가 경찰과 충돌을 빚었다. 경찰은 칼을 뽑았고 군대까지 출동하여 기자를 포함한 민중을 무참히 베었다. 12일 밤 경시청은 정우회 계열 석간신문 건물을 포위한 465명의 민중을 검속했고 15일 도쿄 아사히 신문 기자 한 명이 하라 다카시 내무대신 사저 앞에서 호위 중이던 장사에게 습격당해 부상당하는 일이 일어났다. 23일 전국기자대회가 열려 하라의 사직을 요구했다.

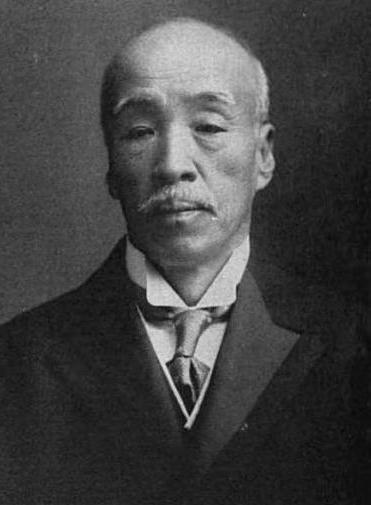
미쓰이 물산의 이이다 기이치

수사가 진행되면서 3월 12일 지멘스뿐만 아니라 비커스도 뇌물을 줬던 사실이 드러났다. 비커스의 일본 대리점인 미쓰이 물산의 중역 이와하라 겐조가 1910년 순양전함 곤고를 비커스에 주문하도록 해군 고위 간부에게 뇌물을 준 사실이 드러난 것이다. 이 사건으로 이와하라는 구속, 이이다 기이치와 야마모토 조타로 등 미쓰이 물산 관계자들도 기소되었다. 함정본부장으로 영전했던 마쓰모토도 미쓰이 물산을 통해 비커스로부터 40만 엔의 뇌물을 받은 사실이 드러났다. 이 와중에 귀족원은 해군 예산 7,000만 엔을 삭감하여 가결했지만 최종적으로 양원협의회에서 조정에 실패해 예산이 통과되지 못했다. 3월 24일 야마모토 내각은 총사퇴했다.
후임으로 제2차 오쿠마 내각이 출범했는데 해군 숙정의 목소리가 높았기에 야시로 로쿠로 해군대신의 지휘 하에 대개혁이 단행되어 5월 11일 야마모토와 사이토가 강제 예편됐다. 19일 군법회의는 마쓰모토에게 뇌물수수 혐의로 징역 3년과 추징금 40만 9,800엔을 선고했고 해군무선전신소 후나바시송신소 설치와 관련하여 지멘스로부터 뇌물을 받은 사와자키에게 징역 1년과 추징금 1억 1,500만 엔을 선고했다. 7월 18일 도쿄지방재판소도 야마모토 등 미쓰이 물산 관계자 전원에게 유죄 판결을 내렸고 9월 3일 군법회의가 뇌물 혐의로 후지이에게 징역 4년 6월과 추징금 36만 8,000만 엔을 선고했다.
하지만 곧이어 제1차 세계 대전이 일어나면서 상황이 급변해버렸다. 산업계와 군부 사이의 유착 구조를 근절해야 한다는 목소리가 있었지만 더 이상의 사법 판결은 진행되지 않은 것이다. 한편, 야마모토와 사이토는 일본 해군의 유력한 리더였는데 리더를 갑자기 잃은 상태에서 세계 대전을 맞이하여 해군이 쇠퇴하는 이유가 되었고 제2차 세계 대전 때 폭주하는 육군을 해군이 견제하지 못한 원인이 되었다는 지적도 있다. 야마모토는 9년 뒤에 총리직에 다시 복귀했지만 4개월만에 다시 물러났고 1933년 사망했다. 사이토는 이후 조선총독과 총리대신을 지낸 뒤 2·26 사건 때 암살당했다. 미쓰이 물산의 사장이었던 미쓰이 다카히로도 이 사건의 여파로 사임했다.

## 참고 문헌
- 기노 슈이치로 『사화·군함여록: 수수께끼에 싸인 군함「곤고」 건조의옥』 光人社, 1979년
- 나구라 분지·요코이 가쓰히코·오노즈카 도모지 『일영 병기 산업과 지멘스 사건: 무기 이전의 국제 경제사』 日本経済評論社, 2003년, ISBN 4-8188-1504-7
- 기무라 구니노리　『제국 군인의 반전: 미즈노 히로노리와 사쿠라이 다다요시』 朝日文庫, 1993년, ISBN 4-02-260782-3
  - 보장「오직 고발자 오타의 비극」 (출판: 『歴史と人物』 1976년 9월호, 中央公論社), 243-260쪽
- 오노 미노루 『골동품 금박 회중시계』 新潮社 ISBN 4-10-373901-0
- 『역사 군상 태평양 전사 시리즈 21 곤고급 전함』 学習研究社 ISBN 4-05-602016-7

## 같이 보기
- 야마모토 곤노효에
- 다이쇼 데모크라시
- 도쿠가와 이에사토
- 지멘스 (기업)